# Washington Augustus Roebling

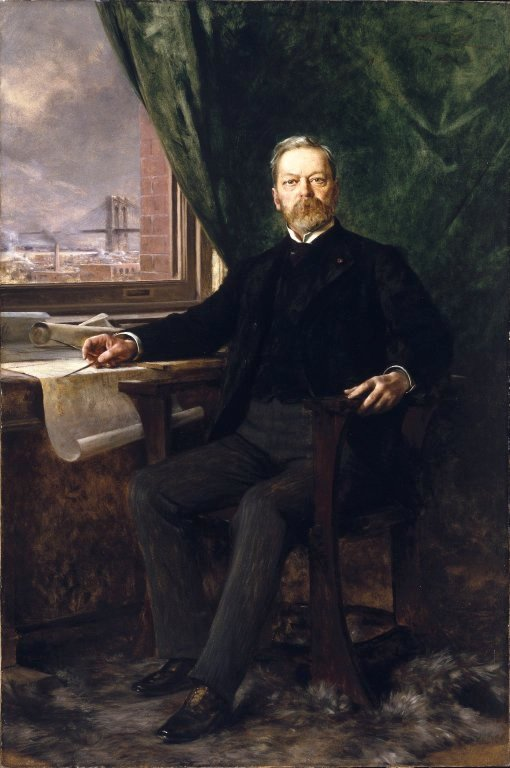
Portret autorstwa Théobalda Chartrana z ok. 1899 roku

Washington Augustus Roebling (ur. 26 maja 1837 w Saxonburgu, zm. 21 lipca 1926 w Trenton) – amerykański inżynier pochodzenia niemieckiego, podczas wojny secesyjnej pułkownik Armii Unii.

## Życiorys

### Dzieciństwo i młodość
Washington Roebling urodził się 26 maja 1837 roku w Saxonburgu w stanie Pensylwania jako najstarsze z sześciorga dzieci Johna i jego żony Johanny. Początkowo jego ojciec zajmował się uprawą ziemi, ale wobec trudnych warunków klimatycznych zdecydował się uruchomić w ich domu produkcję drutu. Przedsięwzięcie okazało się na tyle udane, że konieczne okazało się przeniesienie jej do bardziej wygodnej lokalizacji w Trenton w New Jersey, gdzie powstał dom i fabryka.
Dorastał w Saxonburgu, wsi niemieckich rolników z Mühlhausen, którzy w 1832 roku przybyli do USA pod kierownictwem jego ojca. Zaczął naukę w wieku sześciu lat. Uczył go nowo przybyły imigrant, Julius Riedel, który później poślubił jego ciotkę i założył w Saxonburgu szkołę. Dorastając w niemieckiej społeczności, Roebling biegle mówił w języku angielskim i niemieckim, uczył się także francuskiego. Kontynuował naukę w Akademii Trenton, jednej z najbardziej znanych szkół w stanie. W 1854 roku dostał się na Rensselaer Polytechnic Institute w Troy w stanie Nowy Jork, co było życzeniem jego ojca, który chciał, by najstarszy syn poszedł w jego ślady i kształcił się na inżyniera. Roebling ukończył szkołę w 1857 roku i powrócił do Trenton, gdzie kierował przejściowo przedsiębiorstwem ojca.
Rok później wyjechał do Pittsburgha w stanie Pensylwania, gdzie zaczął karierę jako inżynier. Dołączył do ojca i pracował na budowie mostu nad rzeką Allegheny. W połowie prac ojciec musiał opuścić budowę i udać się do Cincinnati, aby rozpocząć budowę kolejnego mostu. Dalszymi pracami na rozpoczętym moście kierował właśnie Washington Roebling. Most został ukończony w 1860 roku i szybko zaczął być chwalony zarówno za swoją konstrukcję, jak i wygląd. Uznanie dla konstrukcji wyraził m.in. ówczesny książę Walii.

### Służba w armii
Po powrocie do Trenton Roebling był świadkiem przemówienia prezydenta Lincolna, który wzywał do utrzymania jedności kraju. Kiedy 15 kwietnia 1861 roku Lincoln wezwał ochotników do obrony przed konfederatami, Roebling przystąpił do stanowej milicji na następny dzień. Szybko jednak znudził się służbą w prowincjonalnym garnizonie, do którego jednostka została przydzielona i zażądał zwolnienia po dwóch miesiącach. Natychmiast po zwolnieniu z milicji wstąpił do armii, a wkrótce zostały docenione jego umiejętności inżyniera i w 1862 roku został awansowany na porucznika oraz przeniesiony do sztabu gen. Irvina McDowella.
Głównym zadaniem Roeblinga podczas służby pod dowództwem gen. McDowella było planowanie i nadzorowanie budowy mostów dla celów wojskowych, m.in. stworzenie gotowych zestawów części i narzędzi do budowy mostów przez oficerów niemających doświadczenia w tej mierze. W ramach służby budował m.in. most we Fredericksburgu, był to pierwszy most, który był całkowicie jego własną konstrukcją. W lecie Roebling został przeniesiony do sztabu gen. Johna Pope’a, z którym brał udział w II bitwie nad Bull Run; był również obecny podczas bitwy pod Antietam i o South Mountain. W październiku Roeblingowi powierzono budowę mostu nad rzeką Shenandoah w Harpers Ferry, który pomimo opóźnień w dostawach materiału, udało mu się ukończyć w grudniu.
Po zbudowaniu mostu na Harpers Ferry Roebling wziął udział w bitwie pod Chancellorsville. Po porażce i wycofaniu się przez Rappahannock Roebling otrzymał polecenie przekazania za pomocą balonów na ogrzane powietrze sprawozdania z ruchu wojsk nieprzyjaciela do gen. George’a Meade’a. Ten meldunek był początkiem mobilizacji wojsk przed bitwą pod Gettysburgiem. Dziesięć dni przed bitwą Roebling i jego przełożeni zdali sobie sprawę, że nikt w sztabie nie miał szczegółowej mapy topograficznej Pensylwanii. Roebling wrócił więc pośpiesznie do domu w Trenton, aby od ojca uzyskać jedną z takich map. W celu realizacji tego zadania Roebling musiał przedostać się przez terytorium wroga. Udało mu się powrócić rankiem pierwszego dnia walk.

### Most Brookliński
1 stycznia 1865 roku Roebling otrzymał awans na pułkownika i wystąpił z armii. Służąc w czasie wojny z gen. Gouverneurem Warrenem poznał jego siostrę, Emily, którą poślubił wkrótce po opuszczeniu armii. Dwa lata później urodził się ich syn, John A. Roebling II.
Zaraz po ślubie wyjechał do Cincinnati, aby pomóc ojcu w budowie kolejnego mostu. Konstrukcja była gotowa dwa lata później, a jego ojciec został mianowany głównym inżynierem Mostu Brooklińskiego. Idea budowy mostu była dyskutowana od dawna, wymagała bowiem umieszczenia przeprawy na znacznej wysokości nad rzeką, aby uniknąć blokowania ruchu żaglowców. Konstrukcja mostu Roeblingów opiera się na dwóch pylonach posadowionych w rzece. Aby zbudować trwałe fundamenty Roeblingowie ustalili wykorzystanie drewnianych kesonów. Washington Roebling natychmiast wyjechał do Europy, aby tam nauczyć się tej nowej wówczas techniki. Powrócił do USA w 1868 roku i pomógł ojcu opracować plany mostu.
W 1869 roku jego ojciec doznał wypadku, gdy prom zmiażdżył mu stopę. Kończynę amputowano, ale z powodu powikłań zmarł on dwa tygodnie później, 22 lipca 1869 roku. Washington Roebling został wówczas głównym inżynierem.
Budowa dwóch pylonów została ukończona w 1870 roku. Roebling w trakcie prac przy fundamentach nabawił się jednak choroby dekompresyjnej, która wówczas nie była praktycznie znana, podobnie jak leczenie w komorze dekompresyjnej. Kilkukrotnie tracił w pracy przytomność, ostatecznie w 1872 roku musiał na dłuższy czas przerwać pracę. Powrócił jednak do niej, ale z powodu powikłań nie mógł już w pełni pracować. Pomimo stanu zdrowia pozostał głównym inżynierem. Z budynku nad rzeką Roebling obserwował budowę przez teleskop, a jego żona Emily służyła jako posłaniec między nim i jego pracownikami. Roebling nauczył nawet żonę podstaw inżynierii, aby mogła przekazywać precyzyjniejsze raporty.
Most został ostatecznie ukończony w 1883 roku, a uroczystości otwarcia odbyły się 24 maja. W otwarciu brało udział ok. 50.000 ludzi, w tym prezydent USA wraz z rządem. Roebling, ze względu na zdrowie, był zmuszony oglądać ceremonię z okna swojego mieszkania w pobliżu rzeki.

### Ostatnie lata
Roebling wycofał się z pracy jako inżynier w 1883 roku, kiedy most został ukończony, i przeniósł się z rodziną do Troy w stanie Nowy Jork. W tym czasie jego syn podjął studia na Rensselaer Polytechnic Institute. Gdy syn ukończył szkołę, rodzina wróciła do Trenton. Jego żona zmarła w 1903 roku, a on sam ożenił się ponownie pięć lat później z wdową Cornelią Witsell (1869–1942).
Washington Roebling zmarł 21 lipca 1926 roku w swoim domu w Trenton i został pochowany na cmentarzu w Cold Spring w stanie Nowy Jork.

## Upamiętnienie
Po jego śmierci zbierana przez niego na emeryturze kolekcja 16 000 próbek mineralnych została przekazana do Instytutu Smithsona. Na jego cześć Amerykańskie Towarzystwo Mineralogiczne nazwało jego imieniem minerał reblingit.